# 合然寺
合然寺，位于中国青海省循化县尕楞乡合然村，为第八批青海省文物保护单位，公布日期为2008年4月10日，类型为古建筑。
合然寺的历史年代为清。